# L'Homme à l'étui
L’Homme à l’étui (en russe : Человек в футляре) est une nouvelle d’Anton Tchekhov parue en 1898.

## Historique
L’Homme à l’étui est initialement publiée dans la revue russe La Pensée russe, numéro 7, de 1898. Cette nouvelle précède De l'amour et Les Groseilliers, avec lesquelles elle forme ce qu'on appelle « la petite trilogie »..

## Personnages
- Bourkine, le narrateur, professeur au lycée
- Ivan Ivanitch Tchimcha-Himalaïski, le compagnon du narrateur.
- Bélikov, la quarantaine, l’homme à l’étui
- Kovalenko, professeur, Ukrainien
- Varia Kovalenko, la trentaine, sœur du précédent

## Résumé
Ivan Bourkine raconte à son ami Ivan Ivanytch l’histoire tragique de Belikov, professeur de grec ancien dans sa ville.
C’était un original qui sortait été comme hiver avec un gros pardessus et un parapluie. Tout chez lui était dans un étui, protégé. Il obéissait à toutes les interdictions et recommandations, ne supportait pas la nouveauté et son autorité morale influençait les professeurs, le proviseur, les autorités religieuses et jusqu’aux dames de la bonne société.
Cet homme austère, rigide, a pourtant failli se marier avec la sœur d’un professeur, Varia Kovalenko, demoiselle dans la trentaine, lui ayant passé quarante ans. Cela aurait pu se faire d’autant que Varia ne supportait plus de vivre avec son frère, mais Belikov hésite et refuse finalement après avoir vu Varia faire de la bicyclette : c’est inconvenant et imprudent. Il va l’annoncer aux Kovalenko. Varia n’est pas là, et son frère, qui ne l’a jamais supporté, le jette dehors. Belikov tombe dans l’escalier. Au bas de l’escalier, il y a Varia qui rigole. 
Belikov s’imagine qu’il va être la risée du lycée, se met au lit et meurt un mois plus tard.

## Extraits
- « Pourtant ce petit bonhomme toujours affublé de caoutchoucs et d’un parapluie tint pendant quinze ans le lycée dans ses mains ! Que dis-je, le lycée ? Toute la ville ! Nos dames n’organisaient pas de spectacles privés le samedi, de crainte qu’il ne l’apprît. »
- « Passer son temps au milieu d’oisifs, de chicaneurs, de femmes bêtes, futiles, dire et écouter toutes sortes de balivernes, n’est-ce pas vivre dans un étui ? »

## Édition française
- Anton Tchekhov (trad. du russe par Édouard Parayre et Lily Denis, préf. Claude Frioux), Œuvres, t. 3 : Récits (1892-1903), Paris, Gallimard, coll. « Bibliothèque de la Pléiade » (no 223), 1971, 1040 p. (ISBN 2-07-010628-4), « L'Homme à l'étui »